# Fritz Pontini
Fritz Pontini, né le 6 juin 1874 à Vienne et mort le 22 juin 1912 dans la même ville, est un artiste peintre et graveur autrichien.

## Biographie
Fritz Pontini est né 6 juin 1874 à Vienne. Élève de Franz Rumpler et de William Unger à l'Académie des beaux-arts de Vienne, en plus des peintures, il a aussi produit des eaux-fortes. Il se suicide le 22 juin 1912 dans sa ville de naissance.